# زلاتکو دراچیچ
زلاتکو دراچیچ (انگلیسی: Zlatko Dračić؛ زادهٔ ۱۷ نوامبر ۱۹۴۰) بازیکن فوتبال اهل یوگسلاوی است.
از باشگاه‌هایی که در آن بازی کرده‌است می‌توان به باشگاه فوتبال زاگرب اشاره کرد.
وی همچنین در تیم ملی فوتبال یوگسلاوی بازی کرده‌است.